# 강화도새우젓축제
강화도새우젓축제는 인천광역시 강화군에서 개최하는 지역 축전이다.